# Street Sweeper Social Club (musikalbum)
Street Sweeper Social Club är det första albumet av raprockgruppen Street Sweeper Social Club, bestående av gitarristen Tom Morello och rapparen Boots Riley. Det gavs ut i juni 2009.

## Låtlista
Samtliga låtar skrivna av Tom Morello och Boots Riley, om annat inte anges.
1. "Fight! Smash! Win!" - 3:35
2. "100 Little Curses" - 4:03
3. "The Oath" - 4:26
4. "The Squeeze" - 3:14
5. "Clap for the Killers" - 3:55
6. "Somewhere in the World It's Midnight" - 3:21
7. "Shock You Again" (Stanton Moore/Tom Morello/Boots Riley) - 2:42
8. "Good Morning Mrs. Smith" - 3:20
9. "Megablast" (Stanton Moore/Tom Morello/Boots Riley) - 3:48
10. "Promenade" - 2:31
11. "Nobody Moves (Til We Say Go)" - 4:13

## Medverkande
- Tom Morello - gitarr, bas
- Boots Riley - sång
- Stanton Moore - trummor, percussion